# Hospital Manuel Magalhaes Medling
El Hospital Manuel Magalhaes Medling es un hospital de salud público de baja complejidad chileno, ubicado en la ciudad de Huasco, en la Región de Atacama.

## Historia
Fue fundado el 16 de marzo de 1967, bajo la presidencia de Eduardo Frei Montalva y de Ramón Valdivieso como Ministro de Salud. Lleva el nombre de Manuel Magalhaes Medling, dentista y político representante del valle del Huasco, alcalde de Vallenar durante 16 años.

## Atención
En la actualidad el hospital cuenta con 64 funcionarios en Medicina, Urgencia, Policlínicos, Laboratorio, Rayos y UCA (Unidad de Cuidados Ambulatorios). Su actual director es el Dr. Diego Soto Miranda.